# Альваро Фернандес Льоренте
Альваро Фернандес Льоренте (ісп. Álvaro Fernández Llorente, нар. 13 квітня 1998, Арнедо) — іспанський футболіст, воротар клубу «Севілья».

## Клубна кар'єра
Народився 13 квітня 1998 року в місті Арнедо. Вихованець футбольної школи клубу «Осасуна». З 2015 року став виступати у резервній команді клубу. 25 вересня 2016 року в матчі проти «Вільярреала» (1:3) він дебютував за основну команду в Ла Лізі, замінивши у другому таймі травмованого Маріо Фернандеса і не пропустив жодного голу. Втім ця гра так і залишилась єдиною за рідну команду.
11 липня 2017 року Фернандес підписав трирічну угоду з «Монако», але і тут виступав виключно за резервну команду в аматорському чемпіонаті, тому 7 серпня 2018 року був відданий в оренду на сезон у клуб іспанської Сегунди «Естремадура».
29 червня 2019 року Фернандес підписав трирічний контракт з іншим клубом Сегунди «Уескою», де відразу став основним воротарем і допоміг команді 2020 року вийти до Прімери. У сезоні 2020/21 він зіграв у воротах у 22 іграх чемпіонату, але команда вилетіла назад до Сегунди. Станом на 7 серпня 2021 року відіграв за клуб з Уески 58 матчів в національному чемпіонаті.
17 серпня 2021 на правах оренди перейшов до складу англійського «Брентфорда».

## Виступи за збірні
Виступав у складі юнацьких збірних Іспанії різних вікових категорій. З молодіжною збірною Іспанії Альваро Фернандес поїхав на молодіжний чемпіонат Європи 2021 року в Угорщині та Словенії, де дійшов з командою до півфіналу, зігравши в усіх п'яти іграх на турнірі.
У складі Олімпійської збірної Фернандес був учасником футбольного турніру Олімпійських ігор-2020, де іспанці здобули срібні нагороди, втім сам Альваро був дублером Унаї Сімона і на поле жодного разу не виходив. Єдиний раз за цю збірну Фернандес зіграв у червні 2021 року в товариському матчі проти Японії U-23 (1:1) в рамках підготовки до Олімпіади, вийшовши на заміну в кінцівці гри.
Через ізоляцію деяких гравців національної збірної Іспанії після позитивного тесту на COVID-19 у Серхіо Бускетса, гравці молодіжної збірної Іспанії до 21 року були викликані до лав національної команди на міжнародний товариський матч проти Литви 8 червня 2021 року. Альваро Фернандес зіграв у тому матчі, який закінчився перемогою іспанців 4:0, ставши першим гравцем «Уески», який зіграв за збірну Іспанії за всю історію клубу.

## Статистика виступів

### Статистика виступів за збірну
| Дата     | Місто   | Господарі | Результат | Гості | Турнір           | Голи | Примітки |
| -------- | ------- | --------- | --------- | ----- | ---------------- | ---- | -------- |
| 8-6-2021 | Леганес | Іспанія   | 4 – 0     | Литва | товариський матч | -    |          |
| Усього   |         | Матчів    | 1         |       | Голів            | 0    |          |

## Титули і досягнення
- Срібний олімпійський призер (1): 2020